# Danh sách đĩa nhạc của Skid Row

## Danh sách đĩa hát

### Phòng thu
| Thông tin album |
| --- |
| Skid Row - Ngày phát hành: 24 tháng 1 năm 1989 - Hãng đĩa: Atlantic Records - Thứ hạng: #6 (U.S.) - Doanh số ở Mỹ: chưa biết - Chứng nhận RIAA: 5x Bạch kim - Doanh số thế giới: chưa biết - Đĩa đơn: "Youth Gone Wild", "18 và Life" và "I Remember You"                                      |
| Slave to the Grind - Ngày phát hành: 11 tháng 6 năm 1991 - Hãng đĩa: Atlantic Records - Xếp hạng: #1 (U.S.) - Doanh số ở Mỹ: chưa biết - Chứng nhận RIAA: 2x Bạch kim - Doanh số thế giới: chưa biết - Đĩa đơn: "Monkey Business", "Slave to the Grind", "Wasted Time" và "In a Darkened Room" |
| B-Side Ourselves (EP) - Ngày phát hành: 22 tháng 9 năm 1992 - Hãng đĩa: Atlantic Records - Xếp hạng: #58 (U.S.) - Doanh số ở Mỹ: chưa biết - Chứng nhận RIAA: Vàng - Doanh số thế giới: chưa biết - Đĩa đơn: "Delivering the Goods"                                                            |
| Subhuman Race - Ngày phát hành: 28 tháng 3 năm 1995 - Hãng đĩa: Atlantic Records - Xếp hạng: #35 (U.S.) - Doanh số ở Mỹ: chưa biết - Chứng nhận RIAA: chưa biết - Doanh số thế giới: chưa biết - Đĩa đơn: "My Enemy", "Breakin' Down" và "Into Another"                                        |
| Thickskin - Ngày phát hành: 5 tháng 8 năm 2003 - Hãng đĩa: Blind Man Sound - Xếp hạng: chưa biết - Doanh số ở Mỹ: chưa biết - Chứng nhận RIAA: chưa biết - Doanh số thế giới: chưa biết - Đĩa đơn: chưa biết                                                                                   |
| Revolutions per Minute - Ngày phát hành: 24 tháng 10 năm 2006 - Hãng đĩa: SPV Records - Xếp hạng: chưa biết - Doanh số ở Mỹ: chưa biết - Chứng nhận RIAA: chưa biết - Doanh số thế giới: chưa biết - Đĩa đơn: chưa biết                                                                        |

### Album tổng hợp / biểu diễn
- Subhuman Beings on Tour (1995)
- 40 Seasons: The Best of Skid Row (1998) 2x Bạch kim[cần dẫn nguồn]
- Hi-Five (2005) (chỉ phát hành trên mạng Internet)

### Đĩa đơn
| Năm  | Tên tựa đề                                 | Billboards Hot 100 | US Mainstream Rock | UK Singles | Album              |
| ---- | ------------------------------------------ | ------------------ | ------------------ | ---------- | ------------------ |
| 1989 | "Youth Gone Wild"                          | 99                 | 27                 | 42         | Skid Row           |
| 1989 | "18 và Life"                               | 4                  | 11                 | 12         | Skid Row           |
| 1989 | "I Remember You"                           | 6                  | 23                 | 36         | Skid Row           |
| 1991 | "Monkey Business"                          | -                  | 13                 | 19         | Slave to the Grind |
| 1991 | "Slave to the Grind"                       | -                  | -                  | 43         | Slave to the Grind |
| 1991 | "Wasted Time"                              | 88                 | 30                 | 20         | Slave to the Grind |
| 1991 | "In a Darkened Room"                       | -                  | -                  | -          | Slave to the Grind |
| 1992 | "Youth Gone Wild" / "Delivering the Goods" | -                  | -                  | 22         | B-Side Ourselves   |
| 1995 | "My Enemy"                                 | -                  | -                  | -          | Subhuman Race      |
| 1995 | "Breakin' Down"                            | -                  | -                  | 48         | Subhuman Race      |
| 1995 | "Into Another"                             | -                  | 28                 | -          | Subhuman Race      |

## Video / DVD
- Oh Say Can You Scream (1990) Bạch kim
- No Frills Video (1993)
- Road Kill (1993)
- Under the Skin (2003)